# Fritz Strassmann
Friedrich Wilhelm "Fritz" Straßmann (22 de febrero de 1902 - 22 de abril de 1980) fue un químico alemán que, junto con Otto Hahn y Lise Meitner en 1938, identificó el bario en el residuo dejado después de bombardear uranio con neutrones, lo cual se interpretó entre sus resultados como producto de la fisión nuclear.

## Vida y carrera
Strassmann nació en Boppard, Renania-Palatinado comenzó sus estudios químicos en 1920 en la Universidad Técnica de Hannover y ganó su doctorado en. Realizó su trabajo de doctorado sobre la solubilidad del ácido carbónico gaseoso del yodo. Comenzó una carrera académica porque la situación de empleo en la industria de la química fue mucho peor que en las universidades de ese tiempo.
Strassmann trabajó en el Instituto Para Química Kaiser Wilhelm en Berlin-Dahlem de 1929.
En 1933 renunció de la Sociedad de Químicos Alemanes cuando se hizo parte de un corporación pública de control Nazi, y luegola lista negra. Hahn y Meitner encontraron ayudantía para él por la mitad del pago. Strassmann se consideró afortunado, expresando que «a pesar de mi afinidad por la química, valoro mi libertad personal tan altamente que para preservarla quebraría piedras para vivir.» Durante la guerra, él y su esposa Maria Heckter Strassmann ocultaron un amigo judío en su apartamento por meses, poniéndose ellos mismos y a su hijo de tres años en riesgo.
La pericia de Strassmann en química analítica fue empleada por Otto Hahn y Lise Meitner en sus investigaciones sobre los productos del uranio bombardeado por neutrones. En diciembre de 1938, Hahn y Strassmann enviaron un manuscrito a Naturwissenschaften reportando que habían detectado el elemento bario después de bombardear uranio con neutrones; simultáneamente comunicaron estos resultados a Meitner, quien había escapado de Alemania desde más antes ese mismo año y se encontraba ahora en Suecia. Meitner, y su sobrino Otto Robert Frisch, interpretaron correctamente estos resultados como producto de la fisión nuclear. Frisch confirmó esto experimentalmente el 13 de enero de 1939. En 1944, Hahn recibió el Premio Nobel de Química por el descubrimiento de la fisión nuclear. Algunos historiadores han documentado la historia del descubrimiento de la fisión nuclear y creen que Meitner debió también ser premiado con el Nobel junto a Hahn.

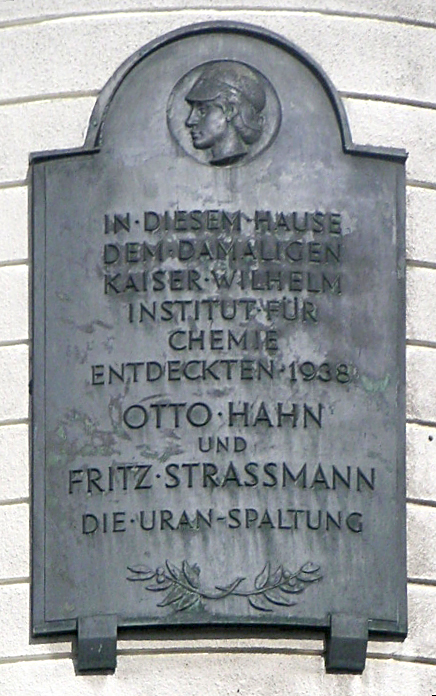
Placa en memoria de Otto Hahn y Fritz Strassmann, quienes descubrieron la fisión nuclear. Encontrada en la construcción de Otto-Hahn de la Universidad Libre de Berlín (Thielallee 63, Berlín).

En 1946 se convirtió en profesor de química inorgánica en la Universidad de Maguncia y en 1948 director del nuevamente establecido Instituto Max Planck para Química. Luego fundó el instituto de Química Nuclear.
En 1957 fue uno de los Göttinger 18 (un grupo de 18 destacados investigadores de química), quienes protestaron contra los planes del gobierno de Konrad Adenauer para equipar el Bundeswehr, la armada occidental de Alemania, con armas nucleares tácticas.
El 22 de abril de 1980 Strassmann murió en Maguncia.

## Reporte internacional
Dicho reporte fue publicado bajo el nombre de Kernphysikalische Forschungsberichte (Reportes de investigación en Física Nuclear), y fue una publicación internacional de la Uranverein. Los reportes en esta publicación fueron clasificados como ultrasecretos, tuvieron una bien limitada distribución, y no les fue permitido a los autores mantener copias. Los reportes fueron confiscados bajo la Operación Aliada Alsos y enviado a los Comisión de Energía Atómica de Estados Unidos para una evaluación. En 1971, los reportes fueron desclasificados y regresados a Alemania. Los reportes están disponibles en la Universidad de Karlsruhe y en el Instituto Americano de Física.

## Honores
- 1960: Presentación del sello de la ciudad de origen Boppard.
- 1966: Galardonado con el Premio Enrico Fermi por parte del presidente Johnson de la Comisión de Energía Atómica de Estados Unidos. A Lise Meitner, Otto Hahn y Fritz Strassmann.
- 1972: Recibió el nombramiento de ciudadano honorario de Maguncia.
- 1985: Premio póstumo de Justos entre las Naciones.
- 2001: En honor a él, la Unión Astronómica Internacional nombró a un asteroide el (19136) Strassmann.